# 富山市立萩浦小学校
富山市立萩浦小学校（とやましりつ はぎうらしょうがっこう）は富山県富山市にある公立小学校。富山市立岩瀬小学校および富山市立大広田小学校の学区の一部を分割・統合して設立された。

## 沿革
個別に出典が提示されていない箇所の出典→。
- 1953年12月 - 学校用地選定。
- 1954年
  - 1月 - 着工。
  - 3月 - 校名決定。
  - 4月1日 - 開校。第三学年まで収容。8学級編成。富山市立岩瀬小学校、富山市立大広田小学校校舎にて授業開始。
  - 6月14日 - 校舎第一期完成。6月15日より現校舎にて授業開始。
  - 7月1日 - 開校記念式挙行（校旗樹立、校歌制定）。
- 1956年3月25日 - 三期にわたった初代校舎の全工事が完了。
- 1961年
  - 4月1日 - 特別教室竣工（理科室、音楽室）。
  - 8月1日（一部資料では8月10日[4]） - プール竣工。
- 1963年4月1日 - 特別教室（図書室、保健室、図工室、家庭室）竣工。
- 1973年4月1日 - 精薄特殊学級開設[5]。
- 1978年7月20日 - 鉄筋4階建て第1期工事完成（同年7月30日に完成祝賀会）[5]。
- 1980年
  - 1月12日 - 鉄筋4階建て第2期工事完成[6]。
- 1985年4月1日 - グラウンド拡張整備工事が完成[6]。
- 1986年12月20日 - スキー山完成[6]。
- 1989年3月17日 - 校舎前館西側増築工事完了（特別教室、準備室、便所など）[7]。
- 1991年3月15日 - 体育館改築竣工（同年5月12日に記念式典を挙行）[7]
- 1992年11月1日 - 学校所在地の住居表示が変更される（現住所）[7]。
- 2003年1月28日 - 耐震補強大規模改修第1期工事完成[8]。
- 2005年1月28日 - 耐震補強大規模改修第2期工事完成[8]

## 通学区域
上野新町(2番 86,89,91,92,93号のみ)、高畠町一丁目～二丁目、千原崎、千原崎一丁目～二丁目、西宮町、 蓮町一丁目～六丁目、森、森住町(10番 10号を除く)、森若町、森一丁目～二丁目、森三丁目(12番を除く)、 森四丁目～五丁目

## 進学先
- 富山市立岩瀬中学校

## 周辺
- 国道415号

## 出身者
- 野原未蘭（女流棋士）[10]

## 特記事項
かつては岩瀬小学校（現在の富山市立岩瀬小学校）も、と名乗っていた時期があるし。